# Княз-епископ
Княз-епископ (на немски: Fürstbischof) е епископ, който освен духовна има и светска власт над определена територия и е суверен на съответно териториално образувание - църковно княжество. Князете-епископи са особено характерни за Свещената Римска империя, в която църковните княжества са важна опора за императорската власт, а техните князе се ползвали с пълна самостоятелност във вътрешните си дела. Князе-епископи е имало и в Англия (епископът на Дърам), Франция, Черна гора и в други страни. В наши дни права на княз-епископ по отношение на Андора има епископът на Сео де Урхел (Испания).